# Traugott Herr
Traugott Herr (16 de septiembre de 1890, Weferlingen, Sajonia, Imperio alemán-13 de abril de 1972, Achterwehr, Schleswig-Holstein, República Federal Alemana) fue un militar alemán, que alcanzó el grado de General der Panzertruppe en las filas del Heer (Ejército) del Tercer Reich, durante la Segunda Guerra Mundial, período en el que estuvo al mando de diversas unidades blindadas, siendo condecorado con la Cruz de Caballero de la Cruz de Hierro con Hojas de Roble y Espadas.

## Carrera militar
Traugott Herr entró en el Ejército como aspirante en 1907, para ascender a teniente en 1912, poco antes del inicio de la Primera Guerra Mundial, en la que tomó parte, y siendo su primer destino en un Regimiento de Fusileros.
En 1918, tras la derrota de Alemania en la guerra, optó por proseguir su carrera militar en la Reichswehr, el reducido ejército de la República de Weimar, de acuerdo con las cláusulas del Tratado de Versalles, alcanzando el grado de Coronel (Oberst) el 1 de agosto de 1939, justo antes de la Segunda Guerra Mundial.
A principios de la Segunda Guerra Mundial, mandaba el 13.º Regimiento de Infantería, pasando en el mismo septiembre de 1939 a tomar el mando del 66.º Regimiento de Infantería y el 17 de octubre del 13.º Regimiento de Infantería Motorizada.
El 29 de noviembre de 1941 fue nombrado nuevo comandante en jefe de la 13.ª División Panzer, ascendiendo a Mayor General (Generalmajor) el 1 de abril de 1942, a Teniente General (Generalleutnant) el 1 de diciembre del mismo año, y a General de Tropas Panzer (General der Panzertruppe) el 1 de septiembre de 1943.
El 25 de junio de 1943 fue nombrado nuevo comandante en jefe del XXVI Cuerpo de Ejército Panzer y el 24 de noviembre de 1944 asumió el mando del 4.º Ejército Panzer (en funciones), para pasar a mandar el 10.º Ejército el 15 de febrero de 1945. En este período tomó parte en la campaña de Italia.
El 2 de mayo de 1945 es hecho prisionero por los Aliados tras la rendición de las tropas alemanas en Italia, siendo liberado el 17 de mayo de 1948.
Falleció el 13 de abril de 1972 en la localidad de Achterwehr, en el estado federado  de Schleswig-Holstein (República Federal Alemana).

## Hoja de servicios
- Aspirante (Fähnrich):  1907.
- Teniente (Leutnant):  1912.
- Coronel (Oberst):  1 de agosto de 1939.
- Mayor general (Generalmajor):  1 de abril de 1942.
- Teniente general (Generalleutnant):  1 de diciembre de 1942.
- General der Panzertruppe:  1 de septiembre de 1943.

## Condecoraciones
- Medalla de Herido en negro.
- Cruz de Hierro de 1914.
  - 2.ª Clase (14 de septiembre de 1914).
  - 1.ª Clase (21 de octubre de 1915).
- Orden de la Casa de Hohenzollern con espadas.
- Cruz al Mérito Militar de Baviera (3.ª Clase).
- Insignia de Combate de Tanques en plata.
- Broche de 1939 para la Cruz de Hierro.
  - 2.ª Clase (24 de septiembre de 1939).
  - 1.ª Clase (12 de mayo de 1940).
- Cruz de Caballero de la Cruz de Hierro con Hojas de Roble y Espadas.
  - Cruz de Caballero (2 de octubre de 1941).
  - 110. Hojas de Roble (9 de agosto de 1942).
  - 117. Espadas (18 de diciembre de 1944).
- Mención de su nombre en el Informe de la Wehrmacht (2 veces)
- Premio de la Wehrmacht de 4.ª Clase por 4 años de Servicios
- Premio de la Wehrmacht de 3.ª Clase por 12 años de Servicios